# Orde van de Kroon (Perzië)

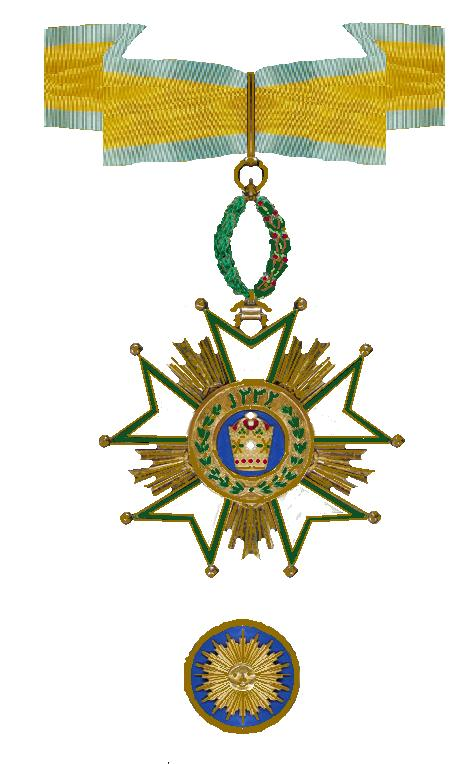
Commandeurskruis met achterzijde medaillon

De Orde van de Kroon, ook wel Kroonorde en in het Perzisch نشان تاج ("Nishan-i Taj-e Iran") geheten, werd in 1914 (1332 SH) door Ahmad Sjah Qajar uit de dynastie der Qajaren ingesteld.
De eerste sjah uit de Pahlavi-dynastie veranderde na zijn troonsbestijging de kleur van het lint in goudgeel met een zachtblauwe rand. In de draagvolgorde van de Perzische orden kwam de orde na de Orde van de Leeuw en de Zon. De orde had vijf graden waaraan de Pahlevi nog een ordeketen toevoegden. In 1979 werd de orde afgeschaft.
De versierselen werden door Arthus Bertrand gefabriceerd. De gouden ster van de Grootkruisen had tien punten en een facetgeslepen gediamanteerd kruis.